# Автошлях B15 (Німеччина)
Федеральний автошлях 15 (B15, нім. Bundesstraße 15)  — це федеральна дорога у Німеччині. Вона повністю розташована у Баварії, проходить майже ідеально в напрямку північ-південь і веде від A9 на захід від Гофа в долину Інн.